# Goljak
 Goljak  falu Horvátországban Zágráb megyében. Közigazgatásilag Jasztrebarszkához tartozik.

## Fekvése
Zágrábtól 36 km-re délnyugatra, községközpontjától 9 km-re északnyugatra a Plešivica-hegység délkeleti lejtőin fekszik.

## Története
A falunak 1857-ben 158, 1910-ben 283 lakosa volt. Trianon előtt Zágráb vármegye Jaskai járásához tartozott. 2001-ben 84 lakosa volt. 

## Lakosság
| Lakosság változása | Lakosság változása | Lakosság változása | Lakosság változása | Lakosság változása | Lakosság változása | Lakosság változása | Lakosság változása | Lakosság változása | Lakosság változása | Lakosság változása | Lakosság változása | Lakosság változása | Lakosság változása | Lakosság változása |
| ------------------ | ------------------ | ------------------ | ------------------ | ------------------ | ------------------ | ------------------ | ------------------ | ------------------ | ------------------ | ------------------ | ------------------ | ------------------ | ------------------ | ------------------ |
| 1857               | 1869               | 1880               | 1890               | 1900               | 1910               | 1921               | 1931               | 1948               | 1953               | 1961               | 1971               | 1981               | 1991               | 2001               |
| 158                | 191                | 214                | 244                | 281                | 283                | 284                | 346                | 336                | 305                | 265                | 243                | 172                | 141                | 84                 |

## Külső hivatkozások
Jasztrebaszka város hivatalos oldala